# Heinrich Leo Weber
Heinrich Leo Weber (* 13. Mai 1847 in Bilin (Böhmen); † 29. Juni 1899 in Bergreichenstein) war ein Schriftsteller und Pädagoge.

## Leben
Heinrich Leo Weber besuchte das Obergymnasium in Saaz (Böhmen) und studierte an der Prager Hochschule Philosophie und Theologie. Er strebte zunächst den Beruf eines Geistlichen an, wandte sich aber später einer Tätigkeit im Lehramt zu. Er war an der Realschule in Kremsier (Mähren), an der höheren landwirtschaftlichen Lehranstalt in Oberhermsdorf in Österreichisch-Schlesien und zuletzt als Lehrer und Direktor an der Bürgerschule in Bergreichenstein tätig.
In der Budweiser Zeitung erschienen aus seiner Feder zwischen 1894 und 1904 neben epischen Werken zahlreiche Beiträge volkskundlicher Art zu Örtlichkeiten und Brauchtum im Böhmerwald. Sein literarisches Werk umfasst vor allem Lyrik. Daneben verfasste er Sachbücher verschiedenen Inhalts.

## Werke

### Lyrik
- Frühlingsblumen aus dem Böhmerwald, Krumau 1880
- Hochwaldklänge, Prag 1881

### Sachbücher
- Schicksale der Stadt Kremsier, Kremsier 1872
- Ein verschollener deutscher Dichter, Karlsruhe 1874
- Die Leidensgeschichte der Juden in Böhmen, Prag 1900

### Schriften zur Pädagogik
- Die Schulen der Alten und Neuen, Linz 1877
- Erläuterungen zu den Gedichten unserer Schullesebücher, Troppau 1893

### Erzählungen
- Eine Entführungsgeschichte aus alter Zeit (Digitalisat)
- Haselmüllers Töchterlein (Digitalisat)
- Sonnwendfeuer (Digitalisat)
- In der Versuchung (Digitalisat)
- Geknickte Knospen (Digitalisat)
- Zwei Böhmerwaldsagen (Digitalisat)
- Der hintergangene Wiesenmüller (Digitalisat)
- Der Waldstarost (Digitalisat)
- Der Koppensepp (Digitalisat)
- Frau Kathi (Digitalisat)
- Beim Waldlehrer (Digitalisat)
- Ein Weihnachtsabend im Böhmerwalde (Digitalisat)
- Weihnachtsbrauch im Böhmerwalde (Digitalisat)
- Die alten Goldbergreviere im Böhmerwalde (Digitalisat)